# Кандауров, Пётр Степанович
Пётр Степанович Кандауров (1913 — 1943) — майор Рабоче-крестьянской Красной Армии, участник Великой Отечественной войны, Герой Советского Союза (1944).

## Биография
Родился 15 мая 1913 года в селе Чикарёвка (ныне — Жердевский район Тамбовской области). В 1932 году окончил два курса педагогического техникума. В феврале 1933 года призван на службу в Рабоче-крестьянскую Красную Армию. В 1936 году окончил Объединённую кавалерийскую школу, а впоследствии — Тамбовское зенитно-артиллерийское училище.
С июня 1941 года — на фронтах Великой Отечественной войны. К июлю 1943 года майор Пётр Кандауров командовал 670-м зенитным артиллерийским полком 5-й зенитной артиллерийской дивизии 7-й гвардейской армии Степного фронта. Отличился во время Курской битвы.
5-17 июля 1943 года полк успешно прикрывал своим огнём действия стрелковым и танковых подразделений, только в те дни сбив 33 немецких самолёта. В ночь с 22 на 23 августа полк прикрывал действия частей 7-й гвардейской армии в ходе освобождения Харькова. Позиции зенитчиков подверглись контратаке стрелковых и танковых частей немецких войск. В этом бою погиб. Похоронен в братской могиле в районе 1-го участка посёлка Харьковского тракторного завода.
Указом Президиума Верховного Совета СССР «О присвоении звания Героя Советского Союза офицерскому, сержантскому и рядовому составу Красной Армии» от 22 февраля 1944 года за «образцовое выполнение боевых заданий командования при форсировании реки Днепр, развитие боевых успехов на правом берегу реки и проявленные при этом отвагу и геройство» был удостоен посмертно звания Героя Советского Союза. Был также награждён орденами Ленина и Отечественной войны 2-й степени.
Память
В его честь названы сквер и улица в Харькове.